# Ibarra (tipografía)
Ibarra es una familia tipográfica creada por el grabador Antonio Espinosa de los Monteros (1732-1812) y utilizada por Joaquín Ibarra para su edición de La conjuración de Catilina y la Guerra de Yugurta de Cayo Salustio de 1772.
Fue reconstruida digitalmente en 1993 por Juan Ignacio Pulido y Sandra Baldassarri, dirigidos por Francisco José Serón Arbeloa; pertenecientes al Grupo de Informática Gráfica Avanzada del Departamento de Informática e Ingeniería de Sistemas de la Universidad de Zaragoza.

## Descarga
Esta tipografía es gratuita y redistribuible con ciertas limitaciones.

## Proyecto de recuperación
El proyecto global de recuperación informática de la tipografía denominada «Ibarra» para uso libre en ordenadores personales se llevó a cabo en Aragón en 1993, con las limitaciones del momento, en un proyecto dirigido por Pablo Murillo López y José Luis Acín Fanlo y financiado por Ibercaja y el Gobierno de Aragón.
La parte gráfica y fotográfica del trabajo corrió a cargo de la empresa San Francisco S.L. de artes gráficas, y la parte informática fue encomendada al Departamento de Ingeniería Eléctrica e Informática del Centro Politécnico Superior de la Universidad de Zaragoza, dirigido por el profesor Francisco Serón, en el que trabajaron Juan Ignacio Pulido y Sandra Baldassarri.
Se editó un libro con este motivo titulado Joaquin Ibarra y Marín, impresor (1725–1785) (ISBN 84-7753-400-4, y ISBN 84-87007-92-9), que contenía el disco con las tipografías digitales en formato PostScript y TrueType.
Desde entonces es de libre disposición y de libre descarga para PC/Windows, Linux y MacOS. Se puede obtener de forma totalmente gratuita.